# Geschiedenis van Sneek

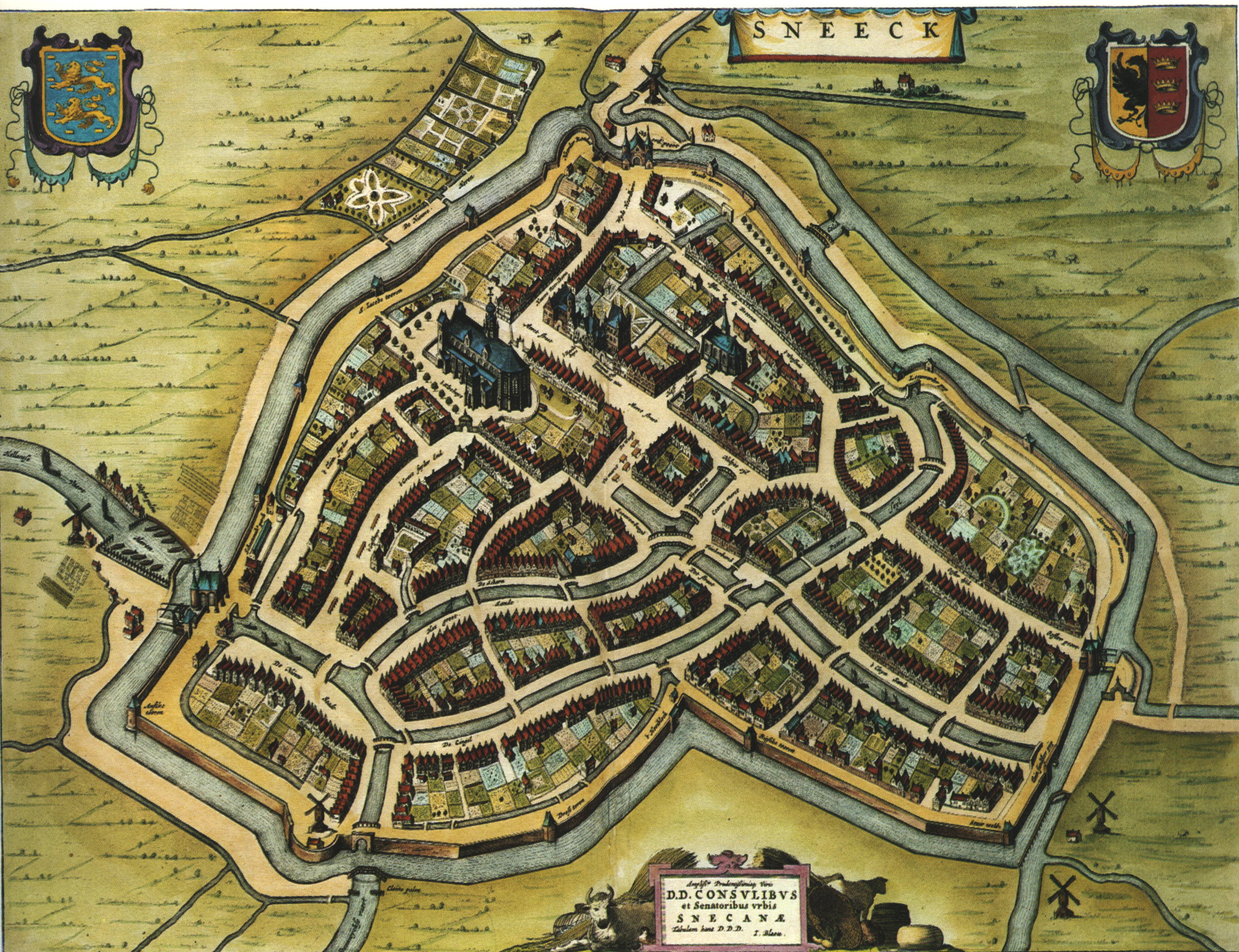
Sneek op de kaart van Willem en Joan Blaeu in 1652

In dit artikel wordt de geschiedenis van Sneek beschreven.

## Oorsprong
De oorsprong van de huidige stad Sneek ligt in een veengebied dat al vanaf de Romeinse Tijd bewoond werd. De door hen opgerichte terpen werden tot ongeveer de derde eeuw bewoond, daarna zouden de bewoners het gebied hebben verlaten. Waarom de bewoners het gebied verlieten is nog altijd onduidelijk. In de achtste eeuw werd het land echter weer bewoond, onder meer in de huidige wijk Tinga. Eind negende eeuw werd een nederzetting gesticht aan het veenriviertje It Ges. Deze nederzetting werd gesticht op een opgehoogde oeverwal of pleistocene zandophoging en zou later uitgroeien tot de huidige stad Sneek.

## Ontstaan van handelsnederzetting
Aan het begin van de 10e eeuw werd begonnen met de ontginning van de veengebieden ten zuiden van de nederzetting. Dankzij deze ontginning ging het de bewoners van het dorpje inmiddels economisch gezien voor de wind. Op de zandophoging werd rond het jaar 1000 een houten kerkje gebouwd (de voorloper van de Grote- of Martinikerk). Later werden meer huizen gebouwd rond de bedding van het riviertje (tegenwoordig Galigastraat en Oude Koemarkt). De nederzetting zou de naam Ter Snake (wat gelegen op een landtong betekent) aannemen, hieruit is de naam Sneek voortgekomen.
In de 13e eeuw werden diverse vaarten en grachten in de omgeving van het dorp aan elkaar verbonden. Hierdoor kwam Sneek aan een doorgaande vaarroute (die liep van Stavoren en Bolsward tot Dokkum en Leeuwarden) te liggen. Enkele van deze vaarten zijn de Geeuw en de Oudvaart, beide nog altijd bevaarbaar. Men noemde deze lange vaart indertijd echter Magna Fossa (Grote Gracht).

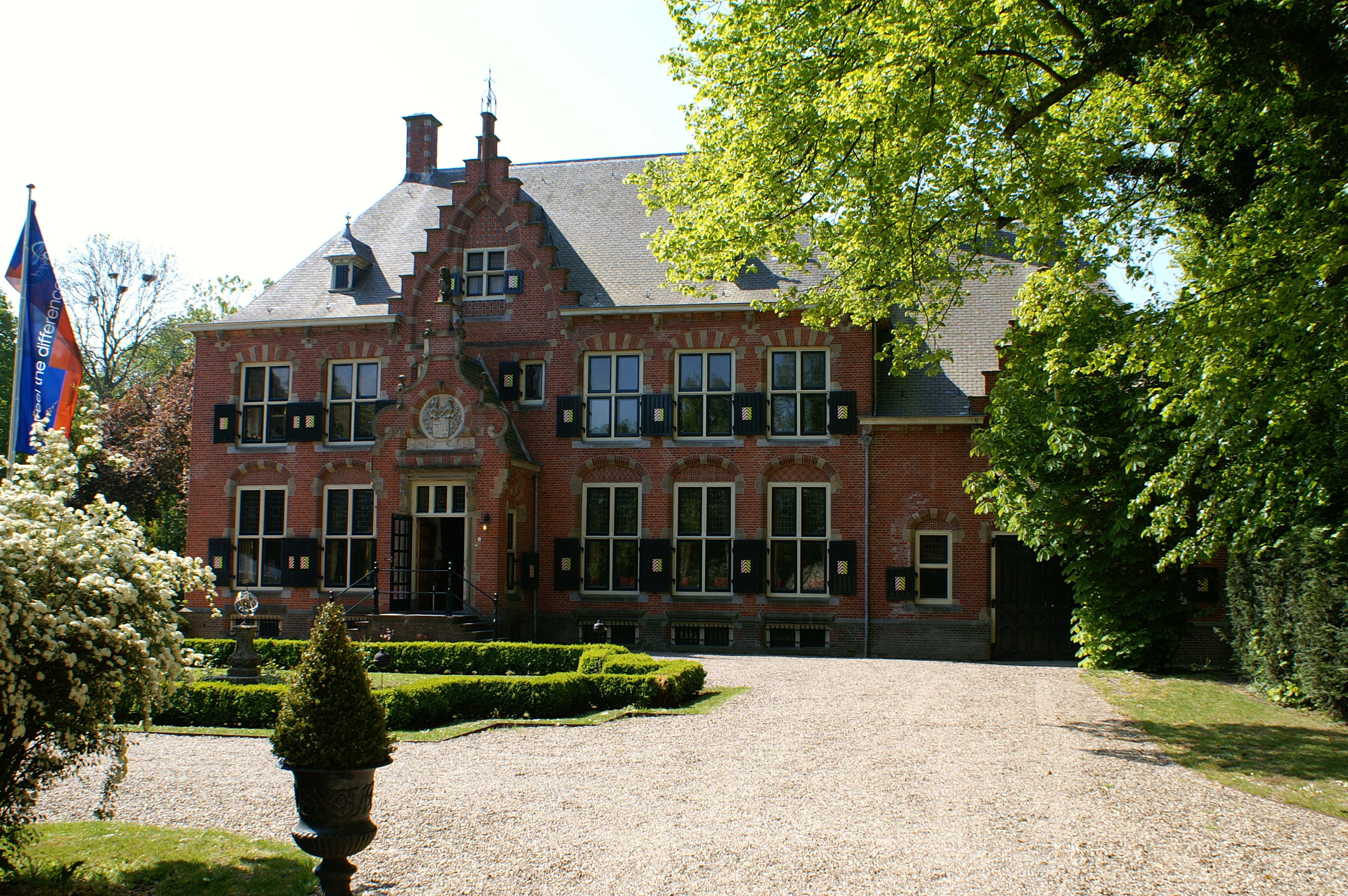
De Epemastate.

De gekoppelde waterwegen waren niet alleen handig voor transport, maar dienden ook ter afvoering van het water. Het dichtslibben van de Middelzee en de doorgaande veenontginning waren hier de oorzaken van. Later zouden ook dijken worden opgericht om het water uit de veengebieden te keren. Een van deze dijken is de Hemdijk, die in het begin van de dertiende eeuw zou worden bebouwd en bewoond. Later werden hier ook diverse stinsen en binnenstadskastelen gebouwd voor de lokale adel en hoofdelingen (een voorbeeld is de nog bestaande Epemastate).
Voor ontwatering van het terrein tussen Sneek en de Middelzee werden later sluizen gebouwd. De Neltjeszijl in Sneek, die uitwaterde op het eerder gegraven Grootzand, was hier een voorbeeld van. Rondom de sluis moesten goederen worden overgeslagen, hierdoor ontstond een levendige handelsplaats en haven. Sneek groeide uit tot een behoorlijke handelsnederzetting, die later in juridische zin als stad zou worden erkend. De Snekers waren zich echter in de loop der tijd bewust van deze groei en gingen tol heffen op de Magna Fossa. De hoofdelingen van Sneek, vaak uitgerust met kleine legertjes, dwongen ondertussen de omliggende nederzettingen om hun handel in Sneek op de markt te brengen. Ook werden regels en wetgeving op het gebied van handel vastgelegd en werd de stadswaag opgericht. Bekende hoofdelingen uit deze periode komen veelal uit de geslachten Bockema, Harinxma en Donia.
Rond 1230 begon in Friesland de strijd tussen de Vetkopers (waaronder de inwoners van Sneek) en de Schieringers uit Groningen. Deze strijd zou meer dan 250 jaar duren. In 1295 woedde een stadsbrand in de jonge stad Sneek. Slechts twee panden in de omgeving van de Marktstraat bleven onbeschadigd. De brand trof ook het Oude Hospitaalklooster. Het gehele gebouw ging in vlammen op. Daarbij kwamen vier nonnen om het leven.
In 1398 werd Rienck Bockema baljuw van Sneek en omgeving.

## Stadsrechten, -wallen en -groei
In 1427 wordt de Waag van Sneek gesticht. In 1430 wordt begonnen met het bestraten van de openbare wegen in de stad. 

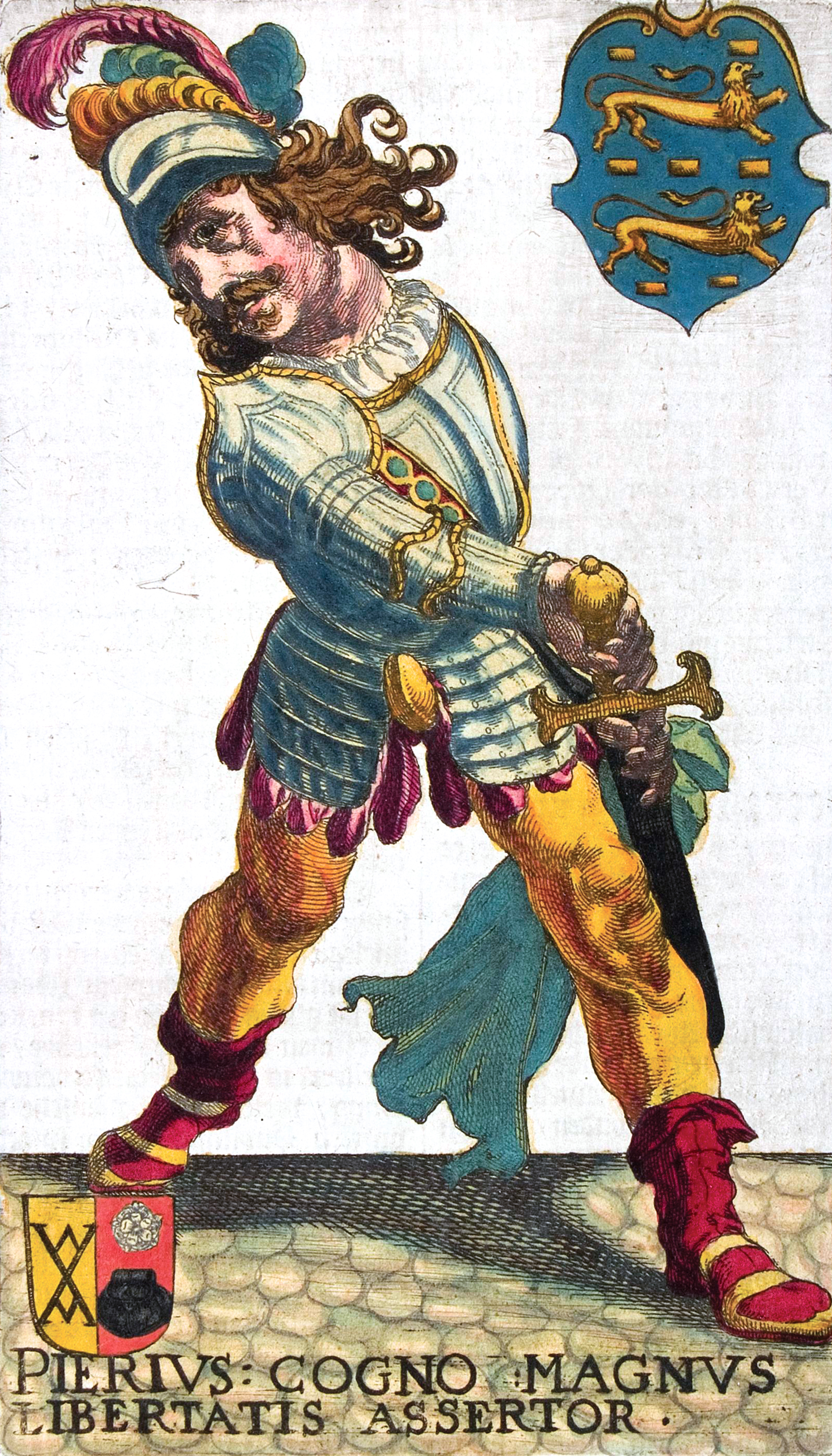
Pier Gerlofs Donia, alias Grutte Pier.

De stad bleef uitbreiden en telkens werd er om de ophoging in het midden van de stad nieuwe ringen met huizen en grachten gebouwd. In 1457 vindt er een stadsbrand plaats in Sneek, hierbij gaat het vrijheidsprivilege van het gewest verloren. Karel de Grote verleende dit Karelsprivilege aan het Gewest Friesland, dat de oorsprong vormt van de Friese Vrijheid. Dit hield in dat het gewest zijn eigen rechtspraak mocht voeren. In 1462 komen de Kruisbroeders aan in Sneek, zij stichten klooster Jeruzalem. Een jaar later wordt het Groendijkklooster gesticht.
In 1492 wordt de bekende Waterpoort gebouwd. Hetzelfde jaar laait de strijd tussen de Schieringers en de Vetkopers volledig op door het verbreken van het vredesakkoord. Hierbij komen ook inwoners van Sneek om het leven. Het Heerschap van Dokkum, Tjeerd Mockema, zoekt hulp bij het heerschap van Sneek. Bij het Barra-huis in Dokkum kwam het tot een veldslag, waarbij vele Snekers omkomen. Op 14 oktober 1492 komt het tot een vredesakkoord. In 1496 kreeg Sneek stadsrechten, twee jaar later zou de Grote- of Martinikerk flink worden vergroot. De naam van kerk komt van Sint Maarten, de beschermheilige of patroon van Sneek.
In augustus 1498 werd Sneek voor 20 maanden zelfs de hoofdstad van Friesland, toen de toenmalige stadhouder Willibrord von Schaumberg en zijn rentmeesters hun hoofdkwartier in Sneek vestigde, nadat Leeuwarden in handen van de Vetkopers was gevallen.
George van Saksen verkocht in 1516 zijn Friese landen aan Keizer Karel V. De overdracht ging niet zonder slag of stoot. Een Habsburgs-Bourgondische leger kwam naar Friesland om het Spaans gezag af te dwingen.
In de winter van 1517 werd Sneek belegert door een Habsburgse-Bourgondische krijgsmacht onder stadhouder Floris van Egmont. Toen de dooi inviel werd het beleg weer opgeheven. De Friezen verenigden zich met de Geldersen, Oost-Friezen, Groningers en Ommelanders onder leiding van Karel van Gelre.
In 1525 maakte Sneek zich los van het bewind van de hertog van Gelre en schaarde het zich onder het gezag van keizer Karel V. Dit ging niet zonder slag of stoot, vele Fries-Hollandse oorlogen gingen hier aan vooraf. Vooral bekend uit deze periode is Grote Pier. Hij was een boer uit Kimswerd en piraat die zich allerlei titels toebedeelde, waaronder die van Hertog van Sneek. Hij had een enorme haat tegen alles wat Hollands was en groeide uit tot volksheld. Hij ligt in de Grote- of Martinikerk in Sneek begraven.

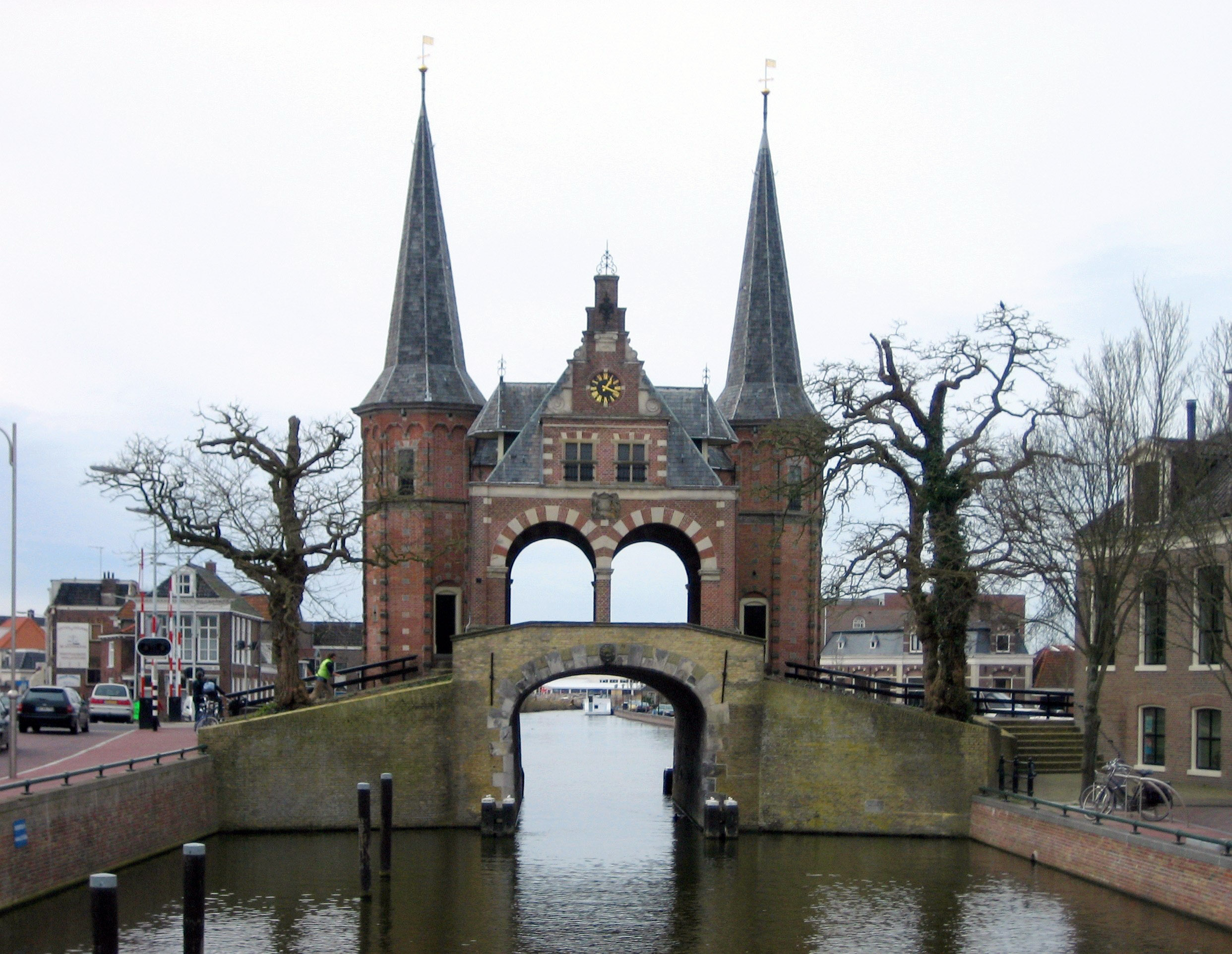
De Waterpoort, het symbool van Sneek

Rond 1530 werd begonnen met de bouw van stadswallen, deze hebben echter weinig militaire waarde gehad. De wallen werden gesticht om Sneek te beschermen tegen de Schieringers uit Groningen. De woningen in de stad namen rond deze tijd buitengewoon sierlijke interieurs en gevels aan. Ook werd het statige stadhuis gebouwd aan de Marktstraat. Doordat nieuwe stadsdelen binnen de muren werden gelegd, kreeg Sneek zijn kenmerkende hartvormige binnenstad.
In 1567 laait ook in Sneek de Beeldenstorm op. Veel in- en exterieurs van religieuze gebouwen moeten er aan geloven. In 1570 richt de Allerheiligenvloed veel schade aan.
In 1582 hebben veel inwoners van Sneek Filips II van Spanje afgezworen en zich geschaard achter de Unie van Utrecht.

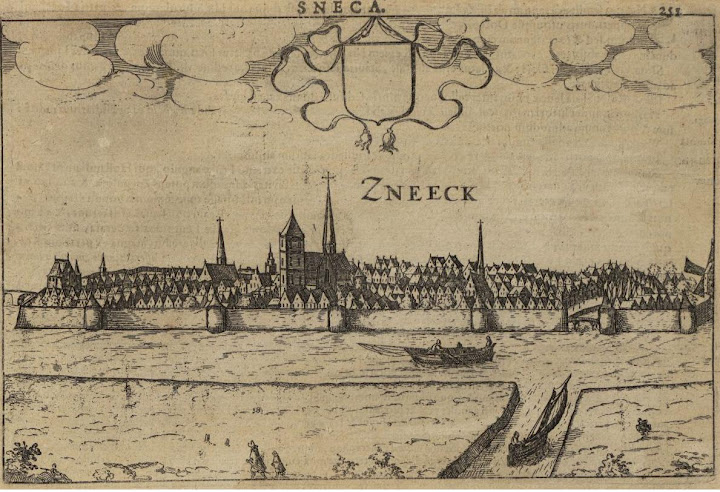
Blik op Sneek in 1617, geschilderd door Pierre du Keere.

De handel in Sneek bleef zich ontwikkelen en vooral de boterhandel groeide. De botermarkt in Sneek was in der tijd de grootste van Nederland. De markt is in 1917 gesloten, waarna de handel veelal plaatsvond vanuit de zuivelfabrieken van de stad. De boter- en zuivelindustrie in de stad was gericht op de regio. Andere voorbeelden van de regionale functie van de stad waren de vele touwslagerijen (waaronder Lankhorst) drukkerijen, verffabrieken, (bouw-)machinefabrieken en scheepsbouw. Ook bevond zich sinds de vijftiende eeuw een groot aantal (circa 200) zilversmeden in de stad, die hun waren sleten aan de vele adel, welvarende boeren en -burgers.

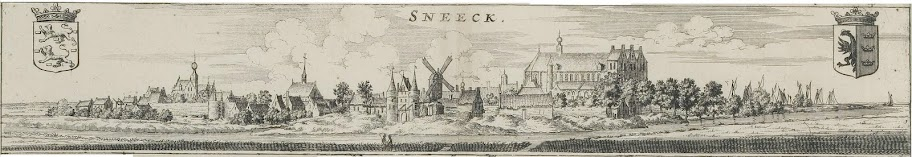
Overzicht van Sneek in 1664 door B. Schotanus - Sterringa.

Niet alleen de stad zelf werd indertijd nog altijd uitgebreid, maar ook de vaarten in de omgeving werden aangepakt. Sneek was na de aanleg van de Zwette (of Leeuwarder Trekvaart) in 1661 vanuit zes vaarrichtingen te bereiken.
In 1693 krijgt Sneek voor het eerst straatverlichting.

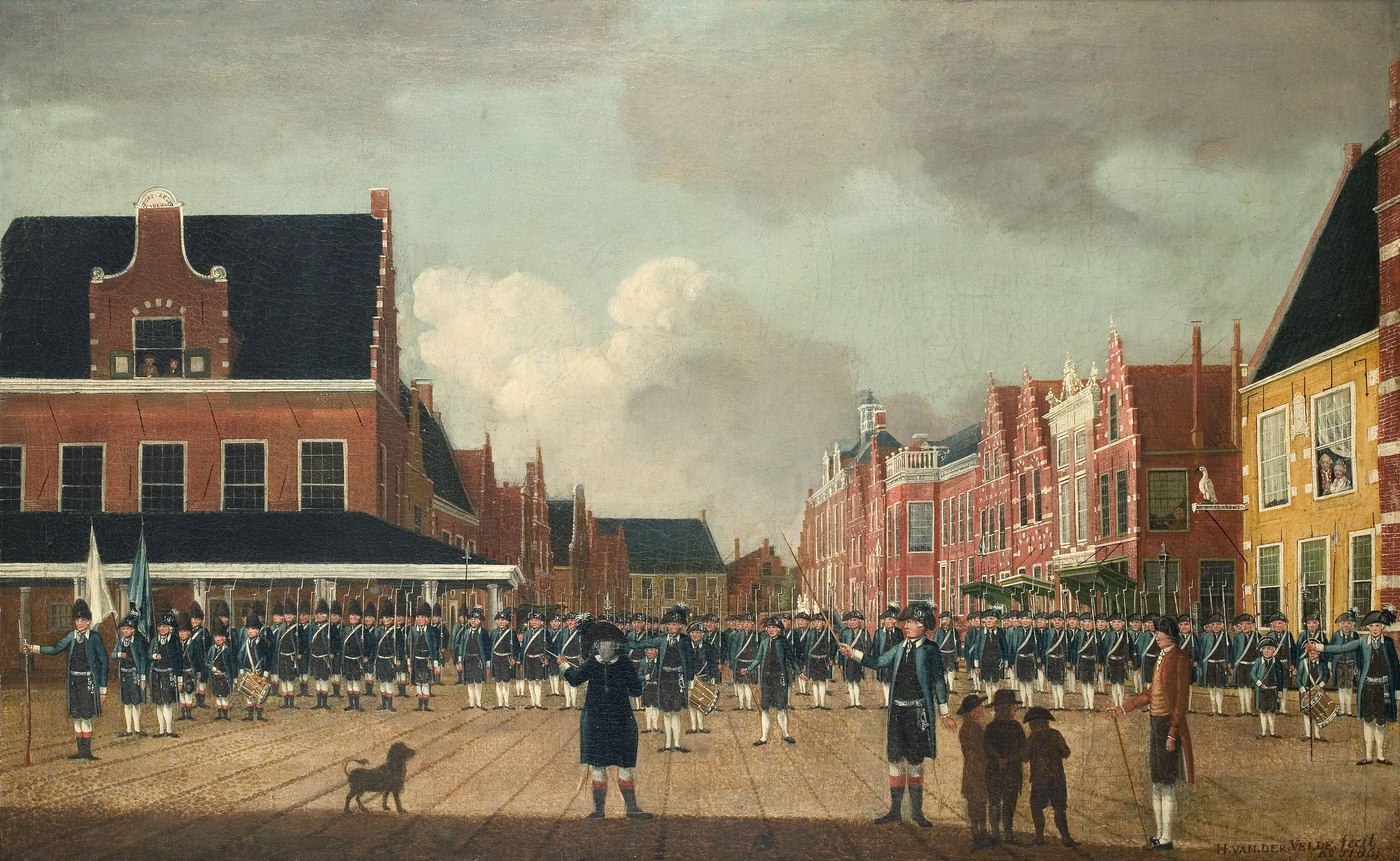
Het Exercitiegenootschap van Sneek in 1786.

Tijdens de Bataafse Revolutie hadden verontwaardigde burgers in Sneek en andere steden zich een invloedrijke positie in de vroedschap weten te verwerven en het Exercitiegenootschap van Sneek opgericht. Hiermee kwam de positie van de stadhouder (Willem V), die tot dan toe bijna alle benoemingen controleerde, in het gedrang. Toen het in september 1786 de exercitiegenootschappen verboden werd onderling te overleggen, escaleerden de problemen. Er ontstond een situatie van een bijna-burgeroorlog en de stadhouder trok zich terug in Nijmegen. Met hulp van het leger van Frederik Willem II van Pruisen kon de macht van de stadhouder en de rust in de stad worden hersteld.
Rond 1795 komt Sneek onder Frans bestuur te staan. In 1811 werd onder het Franse bewind van Napoleon de Rechtbank van Sneek gesticht. Op 16 oktober 1813 is het feest in de stad en wordt de bevrijding van de Franse overheerser gevierd. In 1814 komt de Sneker Jacob Sjoukes Visser terug uit Franse krijgsdienst. Ter gelegenheid van dit heugelijke moment worden er zeilwedstrijden gehouden op het Sneekermeer, dit is prille begin van wat later de Hardzeildag en daarna de Sneekweek zou worden.
Op 15 november 1815 werd op voorspraak voor voorname inwoners besloten tot het oprichten van een nieuwe schutterij. Deze moest de rust en orde in de stad beheren en kreeg de beschikking over wapens van het oude exercitiegenootschap. Hierbij kreeg men hulp van de Nationale Garde.
Op 2 juli 1818 bracht de nieuwe vorst Willem I der Nederlanden samen met prins Frederik een bezoek aan de stad. Ter ere van het hoge bezoek werden in de stad verschillende erepoorten opgericht, onder meer op het Oosterdijk. De stad werd verder versierd met allerlei groen en Nederlandse en Oranje-vlaggen. De zeilwedstrijden van 1814 hadden tot dan toe al elk jaar opnieuw plaats gehad ter ere van de verjaardag van de vorst.
De Stormvloed van 1825 hield ook in Sneek huis. Rond 5 februari van dat jaar moesten lager gelegen gedeelten van de stad worden geëvacueerd. Een dag later konden de bewoners weer naar huis, veel vee was om het leven gekomen. Het duurde tot april voordat de weilanden weer begaanbaar waren.
In 1840 werden de eerste verharde wegen in Friesland aangelegd, waardoor het vervoer over de weg een vlucht nam. De Leeuwarderweg (1842), de Lemmerweg (1843) en de Bolswarderweg (1844) zijn hier voorbeelden van en worden nog altijd gebruikt.
Eind 18e eeuw was een bekend modeverschijnsel in de stad het aanbrengen van classicistisch aandoende gevels. Deze trend was overgewaaid uit Amsterdam, waar veel grachtenpanden al deze kenmerken hadden.
Ondertussen kwam er aan de groei van Sneek geen stop: de stad binnen de grachten was eind 19e eeuw volgebouwd. Het stadsbestuur gaf in 1860 in verband met overbevolking en de hierdoor ontstane miserabele woonomstandigheden, opdracht tot uitbreiding van de stad buiten de stadswallen. Woningen uit deze tijd zijn terug te vinden in de huidige wijken Leeuwarderweg en Noordoosthoek, maar ook deze woningen waren niet erg comfortabel.
Toentertijd trok in Sneek de textielhandel aan. Duitse rondreizende handelaren kozen de stad als hun vestigingsplaats, een voorbeeld hier van is de keten Clemens & August. In deze tijd werd ook het Sint Antonius Ziekenhuis gesticht en werd Sneek ook van grote medische betekenis voor de omgeving. Ter gelegenheid van inhuldiging van koningin Wilhelmina is het Wilhelminapark aangelegd.
Eind 19e eeuw werden de stoomschepen zodanig groot dat de stadswallen van de stad moesten worden afgebroken om plaats te kunnen maken voor grote aanlegkades (als de Prins Hendrikkade, Harinxmakade en Rienck Bockemakade). In 1883 is de aanleg van de spoorlijn tussen Sneek en Leeuwarden afgerond. Uit deze tijd stamt ook het Station en de omliggende Stationsbuurt. De wijk moest als grand-entree richting het centrum fungeren.

## Twintigste eeuw
| Jaartal | Inwoneraantal |
| ------- | ------------- |
| 1900    | 12.000        |
| 1950    | 19.500        |
| 2000    | 32.100        |
| 2007    | 33.200        |

De twintigste eeuw brak aan en toenmalig gemeentearchitect Jan de Kok kwam met een vooruitstrevend plan voor de nog altijd groeiende stad. De aanleg van de woonwijken Bomenbuurt, Hemdijk, Noorderhoek en Noordoosthoek maakte deel uit van het uitbreidingsplan. Rond 1910 werd de eerste Jachthaven geopend en even later zou aan het Sneekermeer een paviljoen verreizen. Het waren de voorlopers van de enorme groei die de watersport later in de stad zou maken. In 1935 zou de eerste Sneekweek worden georganiseerd.

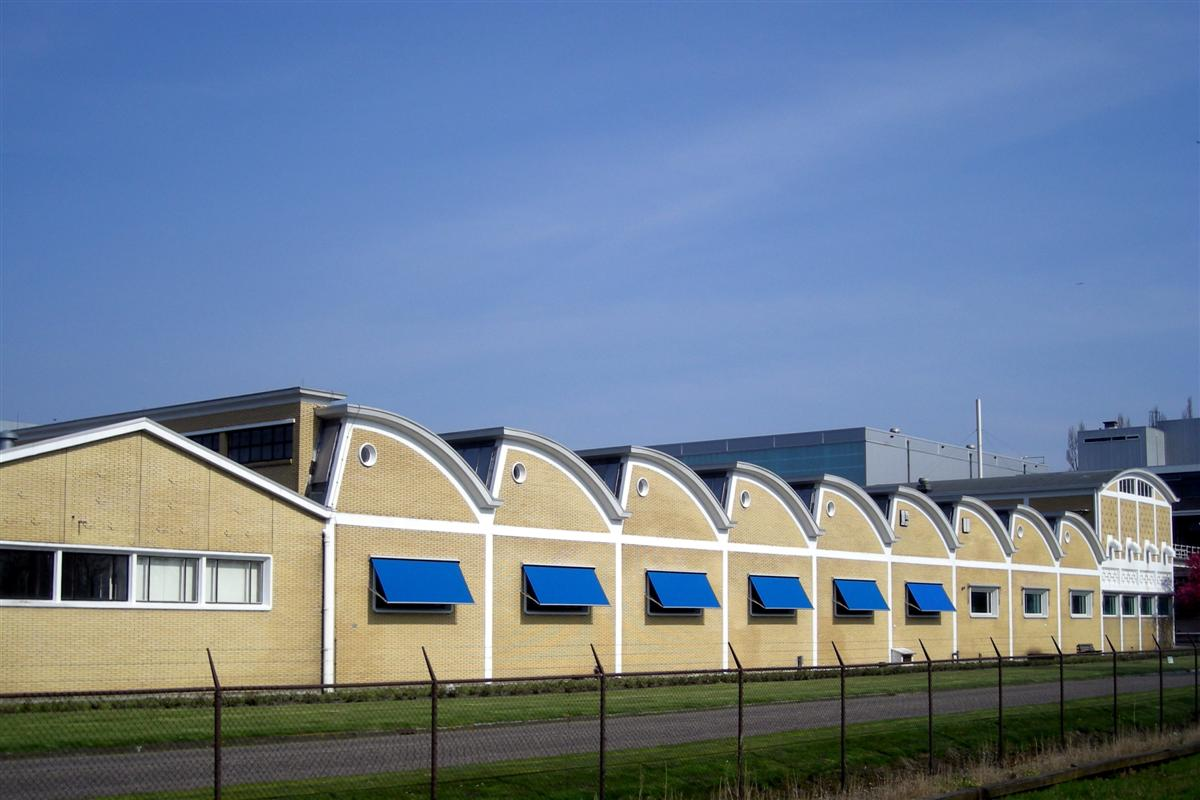
De Tonnema-fabrieken.

In 1902 werd in Sneek de Vennootschap Tonnema opgericht, die zich richt op het maken van suikerwerk. Snoepwerk van deze fabriek, RANG en KING, zou uitgroeien tot internationale bekendheid. Een ander bekend bedrijf dat in deze periode werd gesticht is Poiesz Supermarkten.
De binnenstad van Sneek werd in 1925 getroffen door een grote stadsbrand, waarbij veel historische gebouwen beschadigd raakten. Op 27 juli 1925 werd het gerestaureerde stadhuis van Sneek in gebruik genomen. Koningin Wilhelmina en prins Hendrik brachten ter gelegenheid van 1525-1925, 400 Jaar Vrije Koopstad Sneek samen met hun dochter Juliana een bezoek aan de stad. Eerder deden ze dit al in 1892 en 1913.

### Tweede Wereldoorlog

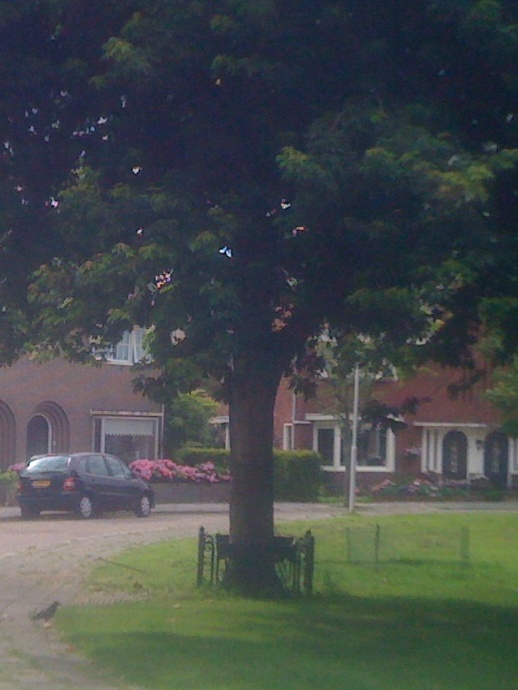
De Herdenkingsboom in de Bomenbuurt.

Na het uitbreken van de Tweede Wereldoorlog in 1939 kwam Sneek vanzelfsprekend ook onder Duits bewind. De oorlog begon in Sneek op 10 mei 1940, toen Duitse gevechtsvliegtuigen overvlogen. Later volgde de inname over land. Een aantal mannen uit Sneek moest dwangarbeid verrichten in nazi-Duitsland. De Duitsers voerden al snel verschillende maatregelen in, onder meer rondom de distributie van levensmiddelen, en er werd een avondklok ingesteld. Veel mensen doken onder.
Hitler gaf op 29 april 1943 het bevel om alle (voormalige) Nederlandse militairen krijgsgevangen te maken. Hierop brak de april-meistaking uit. In Friesland staat deze staking bekend als de Melkstaking, omdat boeren hun melk gratis weggaven aan de burgers. Het verzet in Sneek en Friesland werd hierdoor groter en sterker, de daders werden echter stevig gestraft. Een van de actiefste verzetsgroepen in Sneek was de Groep Lever, waar ook Willem Santema deel van uitmaakte.
Op 9 september 1943 vorderden de bezetters het carillon van de Grote of Martinikerk en later volgden de klokken van de Waterpoort en het stadhuis. Het koper was nodig voor de Duitse oorlogsindustrie. Ook het hek van de synagoge werd voor dit doel gesloopt.
De Duitsers hielden op 21 mei 1944 een razzia op Sportpark Leeuwarderweg. Hierbij werden mannen gerekruteerd die later in Duitsland te werk zouden worden gesteld (de Arbeitseinsatz). Ook op 28 oktober 1944, 3 november 1944 en 15 december 1944 zijn in Sneek razzia's gehouden. Bij de razzia van 3 november werd de synagoge van Sneek vernield.
De bekendste oorlogsgebeurtenis in de stad is de Sneker Bloednacht van 13 op 14 juni 1944. In deze nacht werden vier Snekers geëxecuteerd als vergelding van de ontvoering van en moord op een lid van de Nationalsozialistisches Kraftfahrkorps.
Bij overvallen op het politiebureau van Sneek werden op 11 februari en 7 maart 1945 in totaal 28 verzetsstrijders bevrijd. Hierbij speelde rechercheur Dick J. Brouwer een grote rol.

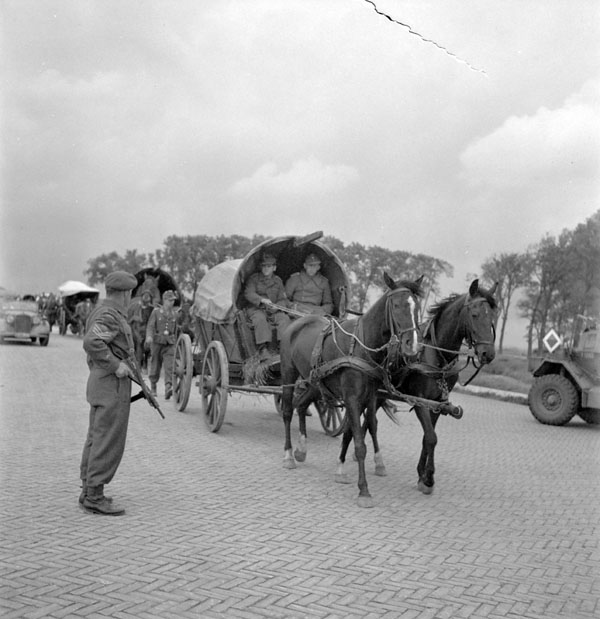
Duitse troepen verlaten de stad in april 1945.

 Op 8 april 1945 meldde Radio Oranje dat de bevrijding nabij was en begonnen de Binnenlandse Strijdkrachten aan de tegenwerking van de bezetter. Later startten ze sabotageacties en werd onder meer infrastructuur onbruikbaar gemaakt. In Sneek werd onder meer de Waag in brand gestoken. Op 13 april 1945 kwamen de Canadezen aan in Friesland en begonnen de geallieerden aan een snelle opmars. Sneek werd op 15 april 1945 bevrijd. De eerste geallieerde troepen die in Sneek aankwamen waren Canadezen van het Regiment De la Chaudiere. Sneek werd door de Canadezen omgedoopt tot Stratford (Hometown). Later zou het Regiment Perth in Sneek worden gestationeerd.
Ter herinnering aan de oorlog zijn in Sneek verschillende oorlogsmonumenten opgericht, waaronder de Bevrijdingsboom en het Oorlogsmonument.

### Pieter Sjoerds Gerbrandy

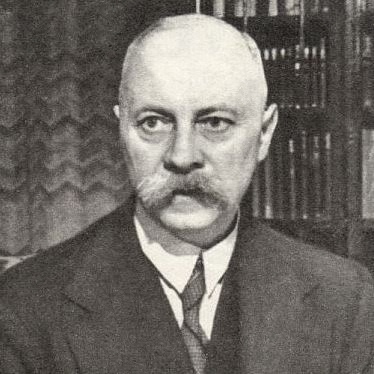
Pieter Sjoerds Gerbrandy (1885-1961)

Tijdens de Tweede Wereldoorlog was de uit Sneek afkomstige Pieter Sjoerds Gerbrandy premier van Nederland. Hij vluchtte op 13 mei 1940 met het kabinet naar het Verenigd Koninkrijk en werd in september 1940 door koningin Wilhelmina eigenhandig tot premier benoemd in de zogenaamde Londense kabinetten. Vanuit Londen inspireerde hij met zijn kenmerkende stemgeluid tijdens uitzendingen van Radio Oranje het verzet in Nederland.

## Eind 20e eeuw
Direct na de oorlog bracht prinses-regentes Juliana met prins Bernhard en de prinsessen Beatrix, Irene en Margriet een bezoek aan Sneek.
Na de oorlog zat de stad nog altijd in de groei qua bewonersaantallen. Het plan van Jan de Kok werd, onder leiding van de populaire burgemeester Ludolf Rasterhoff, weer uit de kast gehaald en de wijken Het Eiland en Lemmerweg-West werden aangelegd.
In de jaren 50 en 60 heeft de gemeente diverse sathe aangekocht om de stad nog verder te kunnen laten groeien. Later bleken deze uitbreidingen ook niet de stroom van mensen van het platteland naar de stad aan te kunnen. In alle richtingen breidt de stad uit, onder meer met industrieterreinen Houkesloot en De Hemmen. Later zouden nog vele woonwijken, waaronder het Zwetteplan, volgen.
De wijk Leeuwarderweg werd in de jaren zeventig uitgebreid met een bungalowwijk en De Domp. In 1978 werd, als antwoord op het toegenomen autoverkeer, de Rijksweg 7 aangelegd. Later zou Sneek een volledig om de stad liggende ringweg krijgen. In 1984 vond een gemeentelijke herindeling plaats en krijgt de gemeente Sneek ook de dorpen Loënga, Offingawier en IJsbrechtum onder haar bewind.
In 1993 was Sneek opnieuw het toneel van koninklijk bezoek. Koningin Beatrix vierde met haar familie Koninginnedag 1993 in de binnenstad. In 1996 werd het 500-jarig bestaan van de Sneker stadsrechten groot gevierd.
In de stad volgden later meer nieuwbouwwijken, waaronder Pasveer en De Loten. Een aantal van deze wijken ligt buiten de aangelegde ringweg. Het industrieterrein It Ges, volledig toegespitst op de watersport, en werd eind 20e eeuw geopend.

## Hedendaags Sneek
Op 27 januari 2004 woedde opnieuw een grote brand in de binnenstad van Sneek, 12 (historische)winkelpanden liepen grote schade op. De Kolk en binnenstad van Sneek waren in 2005 de locatie van de Nationale Intocht van Sinterklaas.
In 2011 is begonnen met de aanleg van nieuwbouwwijk Harinxmaland. Op 1 januari 2011 vond een gemeentelijke herindeling plaats en ging de Gemeente Sneek op in de nieuwe gemeente Súdwest-Fryslân.